# Chiasmocleis carvalhoi
Espèce
Synonymes
- Syncope carvalhoi Nelson, 1975

Statut de conservation UICN

 LC  : Préoccupation mineure
Chiasmocleis carvalhoi est une espèce d'amphibiens de la famille des Microhylidae.

## Répartition
Cette espèce se rencontre, :
- en Colombie dans la région d'Amazonas ;
- au Pérou dans la région de Loreto.

## Synonymie
- Chiasmocleis carvalhoi Cruz, Caramaschi & Izeckson, 1997 est un synonyme de Chiasmocleis lacrimae Peloso, Sturaro, Forlani, Gaucher, Motta & Wheeler, 2014.

## Étymologie
Cette espèce est nommée en l'honneur d'Antenor Leitão de Carvalho.

## Publication originale
- Nelson, 1975 : Another New Miniature 4-Toed South American Microhylid Frog (Genus: Syncope). Journal of Herpetology, vol. 9, no 1, p. 81-84.